# Herb powiatu ryckiego
Herb powiatu ryckiego – jeden z symboli powiatu ryckiego, autorstwa Krzysztofa Skupieńskiego, ustanowiony 4 października 2002.

## Wygląd i symbolika
Herb przedstawia na tarczy w polu błękitnym głowa jelenia z szyją srebrna z rogami złotymi, nad którą trzy gwiazdy takież w pas. Jeleń nawiązuje do herbu województwa lubelskiego oraz pochodzenia nazwy powiatu, natomiast gwiazdy pochodzą z herbu ziemi sandomierskiej, której częścią była ziemia stężycka.